# Salts als Jocs Olímpics d'estiu de 1904 - Salt de llargada
El salt de llargada fou una prova de submarinisme inclosa en el programa de salts dels Jocs Olímpics de Saint Louis (Missouri) del 1904. Aquesta fou la primera vegada que es disputaren proves de salts en uns Jocs Olímpics, i aquesta prova no es tornà a disputar. La prova es va disputar el dilluns 5 de setembre de 1904. Hi van prendre part cinc nedadors, tots dels Estats Units. La prova consistia a cabussar-se a l'aigua i mesurar la distància que el saltador aconseguia recórrer amb l'impuls inicial, ja que un cop dins no se'ls permetia moure's.

## Medallistes
| Or                   | Plata             | Bronze            |
| William Dickey (USA) | Edgar Adams (USA) | Leo Goodwin (USA) |

## Resultats
| Posició | Saltador             | Distància |
| ------- | -------------------- | --------- |
| 1       | William Dickey (USA) | 19.05 m   |
| 2       | Edgar Adams (USA)    | 17.52 m   |
| 3       | Leo Goodwin (USA)    | 17.37 m   |
| 4       | Newman Samuels (USA) | 16.76 m   |
| 5       | Charles Pyrah (USA)  | 14.02 m   |